# Smoking Paper
Smoking Paper es una marca de papel de liar, fundada en el año 1924 en Capellades (Barcelona). Es propiedad de Miquel y Costas, empresa española especializada en la fabricación de libritos de papel de liar y otros productos como filtros, tubos o accesorios.

## Historia
La familia Miquel comenzó la fabricación artesanal de papel en 1725, en la localidad de Capellades.
En 1868 los hermanos Lorenzo y Antonio Miquel y Costas empiezan a fabricar papel de fumar y en 1879 nace "El Pino", considerada la marca antecesora de Smoking.
En 1879 se trasladó a La Pobla de Claramunt y en 1825 se fundó oficialmente como Miquel y Costas Hermanos, para en 1929 adquirir su nombre actual, Miquel y Costas & Miquel SA.
En 1914 ya se fabricaban los primeros libritos de papel de fumar bajo la marca “El Pino”. Pero fue en 1922 cuando Smoking se registra como marca. Oficialmente fue presentada en el año 1924 y desde entonces se ha mantenido como buque insignia de la compañía. En 1929, cuando la empresa adquiere su nombre actual, Miquel y Costas & Miquel SA, la marca Smoking también consiguió el "Gran Premio", reconocimiento a la calidad e innovación, otorgado en la Exposición Internacional de Barcelona.
La marca sigue creciendo los años siguientes y desde 1939 lidera el mercado español. En los años 70-80 la exportación de libritos a Estados Unidos experimentó un gran crecimiento. Hoy en día la marca es reconocida internacionalmente y Miquel y Costas es uno de los mayores fabricantes de papel de cigarrillos en el mundo. Fabrican papeles de las marcas Smoking, Pure Hemp, Guarani, Bugler, Bob Marley, SMK, Mantra y Bambu. También producen marcas privadas para otras empresas.

## Productos de Smoking Paper
Smoking ofrece los siguientes tipos de productos a los consumidores:
- Conos de liar
- Papeles de fumar
- Tubos de cigarrillos
- Filtros para cigarrillos
- Accesorios para liar tabaco

## Controversias
En 2006 Jordi Mercader Miró, presidente de la sociedad propietaria de la marca Smoking —Miquel y Costas—, fue imputado por un presunto delito contra la salud pública. La razón fue la denuncia interpuesta en 2000 por un exdirectivo despedido por la compañía seis años antes, en la que se planteaba la posible sustitución de componentes lícitos como el lino y cáñamo por madera y esparto para la elaboración del papel de fumar, de cuya combustión se desprenden sustancias que pueden provocar cáncer. Tras varios archivos provisionales de la causa, un juzgado de Barcelona admitía a trámite la demanda para ser archivada definitivamente en noviembre de 2006 por la Audiencia Provincial de Barcelona, que aceptaba los argumentos de la compañía de que se limitaba a fabricar el papel con la fórmula prescrita por sus clientes —diferentes marcas mundiales de cigarrillos— y que estos cumplían «escrupulosamente con las normas sanitarias establecidas por la legislación española, europea e internacional en materia de tabaco».